# Karlov (Lomnice nad Popelkou)

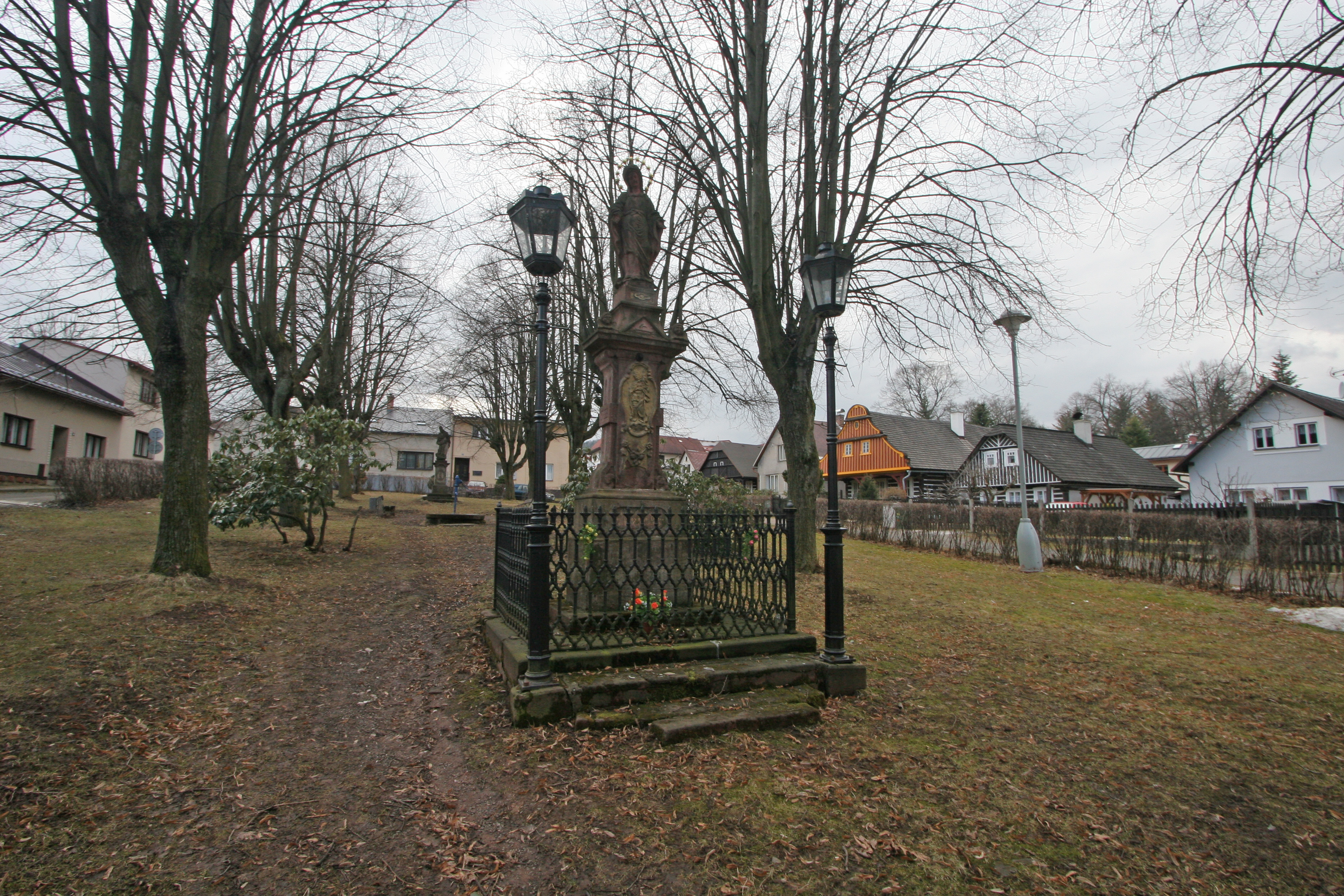
Karlovské náměstí, v popředí socha Panny Marie

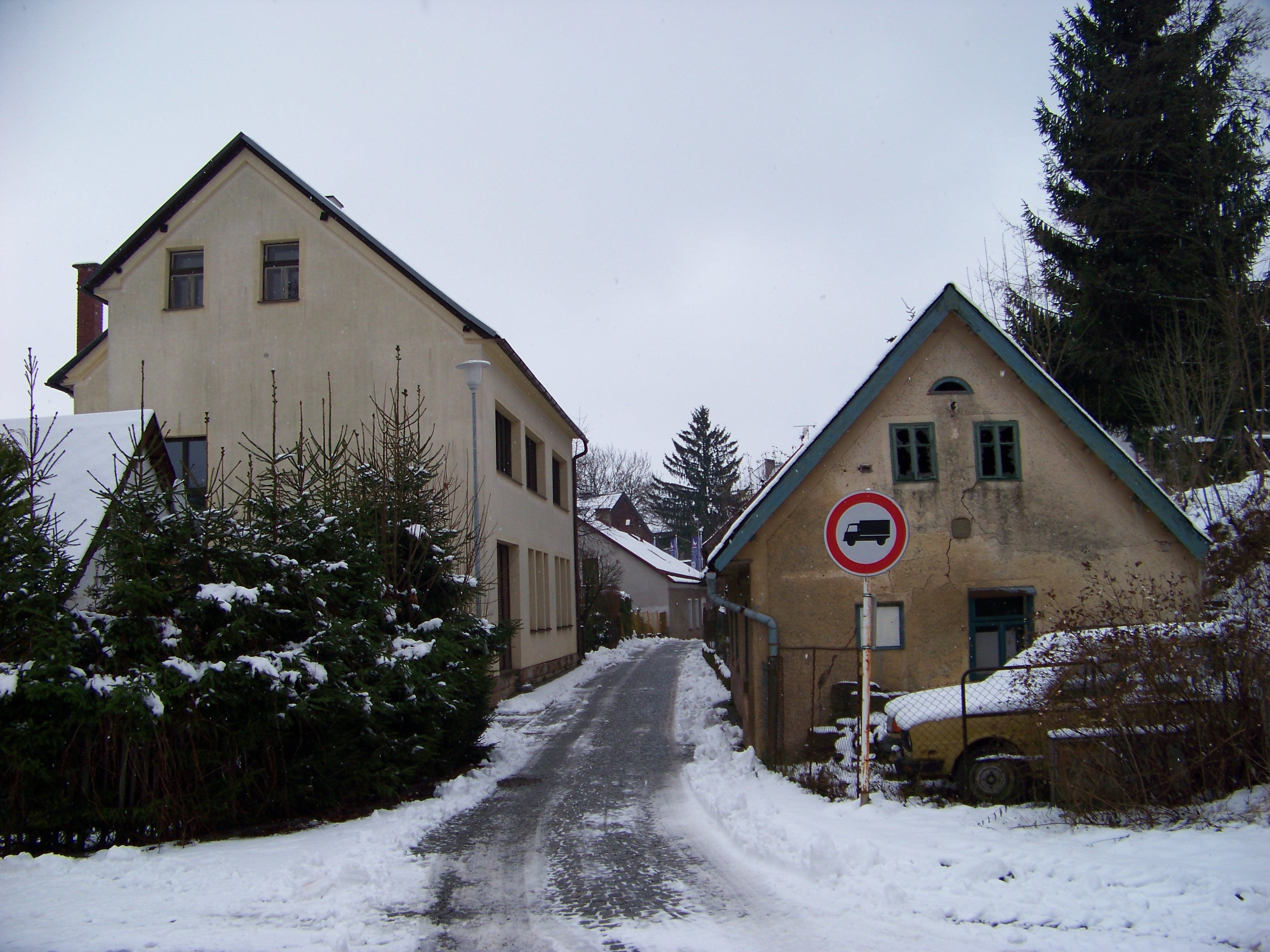
Bezejmenná spojka z Hálkovy ulice do ulice Antala Staška, domy čp. 188 a 189

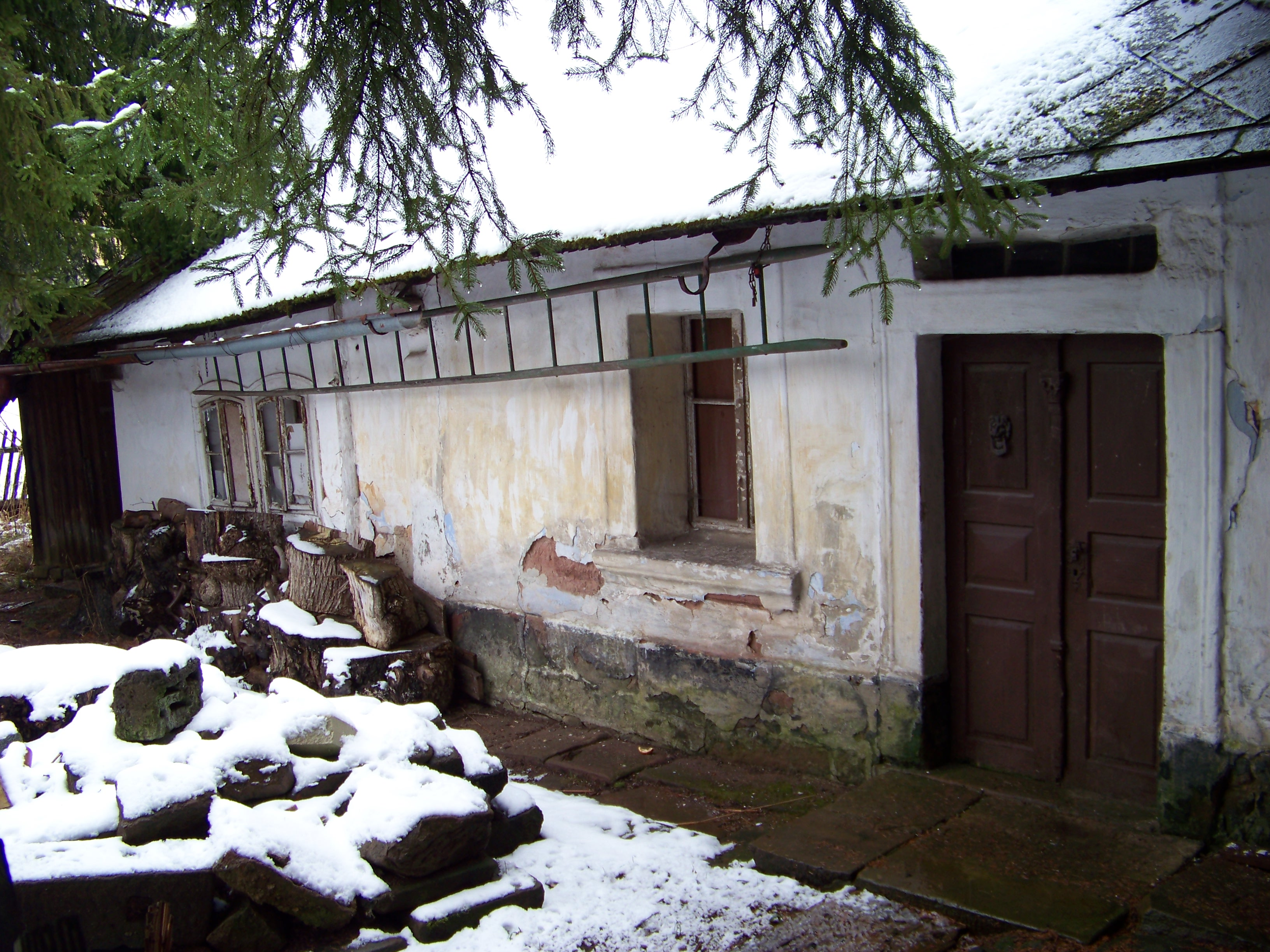
Dům čp. 311 v Hálkově ulici

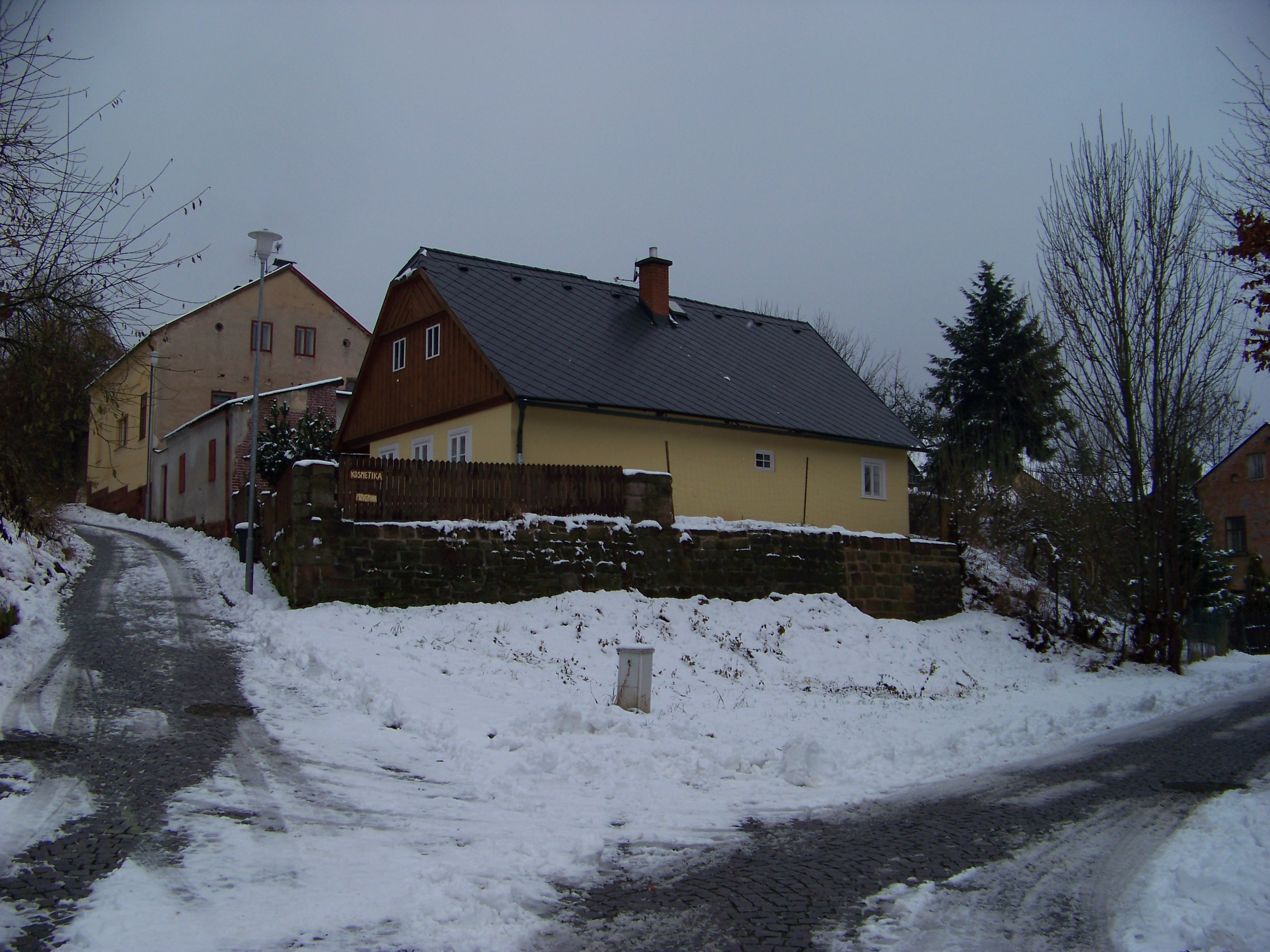
Domy čp. 250 a 251 u Hálkovy ulice

Karlov je část města Lomnice nad Popelkou v okrese Semily, vesnická památková rezervace. Jedna se v podstatě o náves obklopenou roubenými chalupami uprostřed městské zástavby asi 200 m od středu města. Karlov je urbanisticky srostlý s Lomnicí a jeho centrum, Karlovské náměstí, je vzdáleno jen asi 200 metrů jihozápadně od centra Lomnice, Husova náměstí. Karlov nemá samostatné katastrální území ani není veden jako základní sídelní jednotka či oficiální část obce, takže jeho hranice nelze snadno určit. Vymezeno je území vesnické památkové rezervace, avšak i adresy některých novějších domů v některých nepojmenovaných uličkách západně a jihozápadně od ní užívají jména Karlov místo názvu ulice.
Centrem někdejší vsi je obdélníkové Karlovské náměstí, k němuž jsou adresami přiřazeny i nejblíže navazující uličky. Karlovské náměstí je po obvodu je zastavěno přízemními domky, z nichž některé jsou zachovalými roubenými domky s podsíněmi a vyřezávanými štíty – lomenicemi, typickými pro někdejší městskou venkovskou zástavbu tohoto kraje. Karlovské náměstí je považováno za vrchol podkrkonošského dřevěného barokního urbanismu. Nejzřetelnější vlivy barokního slohu jsou na domě čp. 263 na severní straně náměstí.

## Historie
Karlov byl založen roku 1739 majitelem panství Karlem z Morzinu. Z 18. století pocházejí také první zmínky o většině dnešních roubených staveb v rezervaci. V minulosti Karlovské náměstí sloužilo jako dobytčí trh. V roce 1874 postavili Karlovští v dolní části náměstí pískovcovou sochu Panny Marie Karlovské, patronky těhotných a neplodných žen (podle obrazu těhotné Panny Marie z kostela na pražském Karlově). Nachází se zde i malá kašna. V horní části náměstí stojí socha svatého Prokopa. Na ploše náměstí je dnes vzrostlý park, tvořený dvěma řadami stromů podél osy náměstí.
Od šedesátých let dvacátého století se uvažovalo o vyhlášení památkové rezervace, uvažovalo se i o zboření domů v horní části náměstí a jejich nahrazení přenesenými ohroženými cennými domy z okolí. Karlov byl vyhlášen vesnickou památkovou rezervací 25. července 1995. Centrem rezervace je Karlovské náměstí, na východě je ohraničena ulicí Josefa Kábrta, na jihu ulicí Antala Staška, na severu Poděbradovou ulicí, přes kterou místy přesahuje, na východě je hranicí zhruba údolí, které Karlov odděluje od centra Lomnice.

## Kulturní památky v Karlově
Jako kulturní památky jsou chráněny obě sochy na Karlovském náměstí a 12 domů, z toho dva domy ve východní části jižní strany náměstí (čp. 243 a 244), čtyři domy na severní straně náměstí (čp. 265, 263, 262 a 259) a pět domů při příčné uličce u východní strany náměstí a u jejího vyústění do ulice Antala Staška.
V roce 2011 byl z důvodu zániku odepsán dům čp. 248, v roce 2009 byl zbaven ochrany dům čp. 253, v roce 1983 byl zbaven ochrany dům čp. 267 na rohu ulic Poděbradova a Josefa Kábrta. Nedaleký památkově chráněný dům na adrese Josefa Kábrta 678 již leží mimo území památkové rezervace.

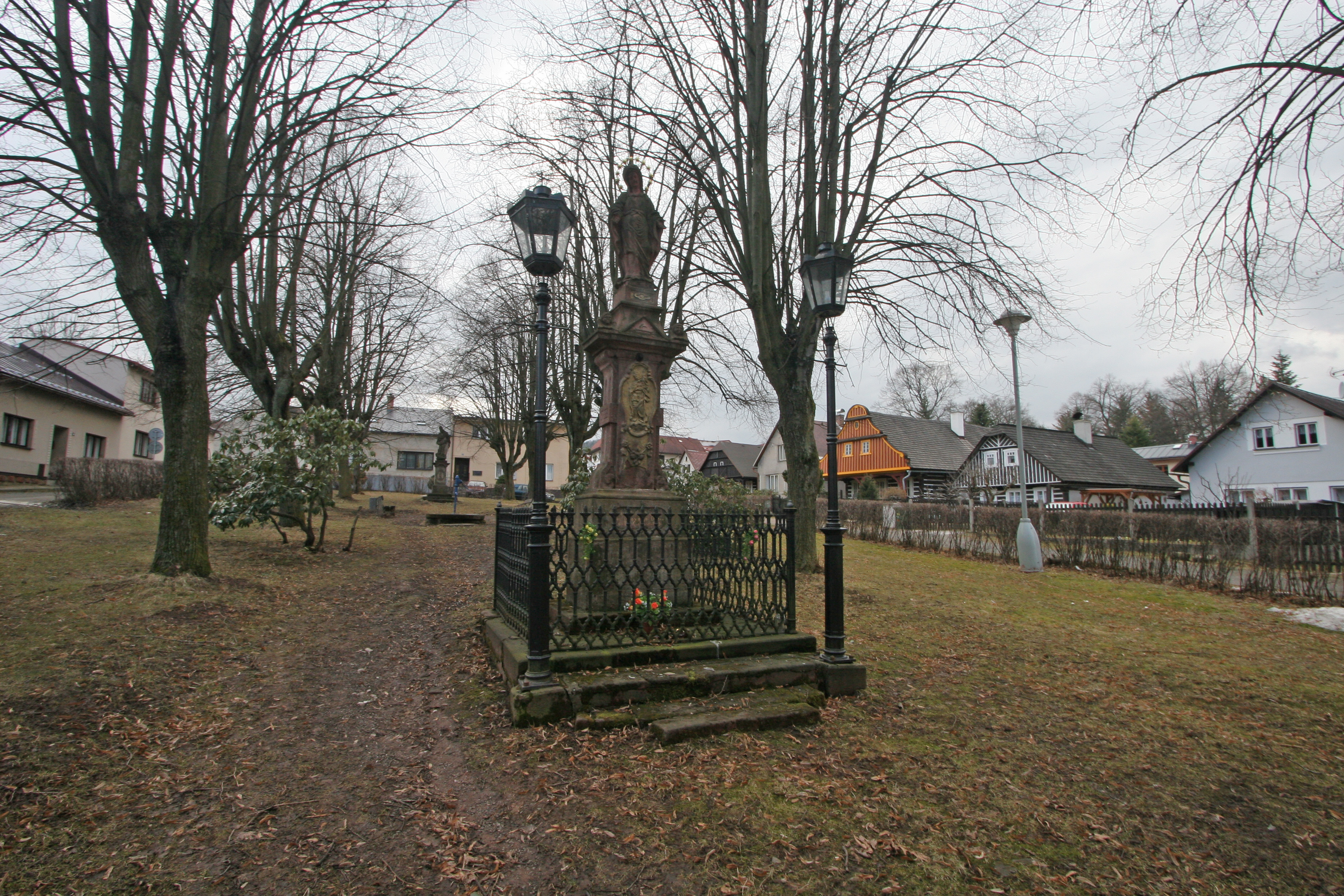
Socha Panny Marie Karlovské
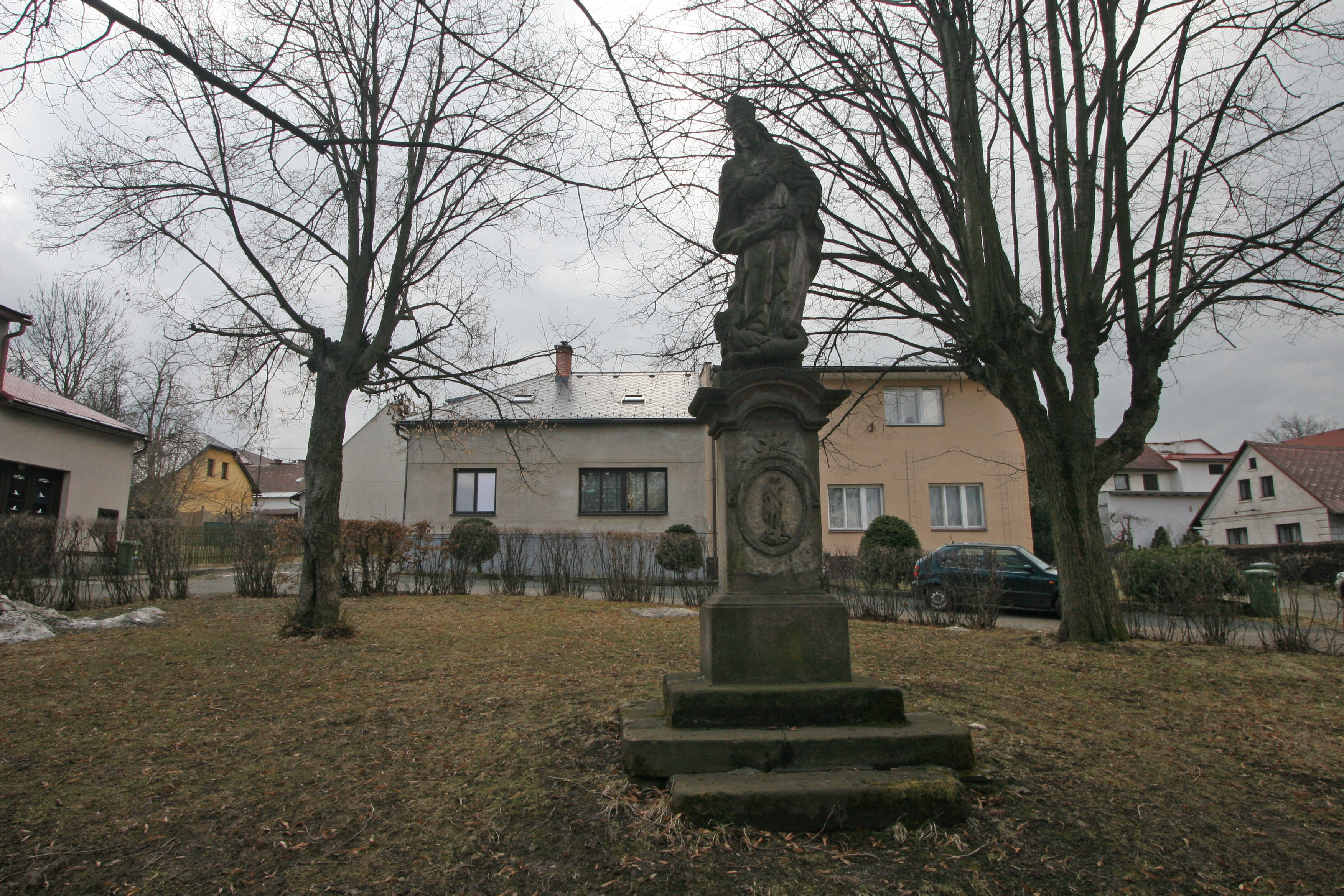
Socha svatého Prokopa
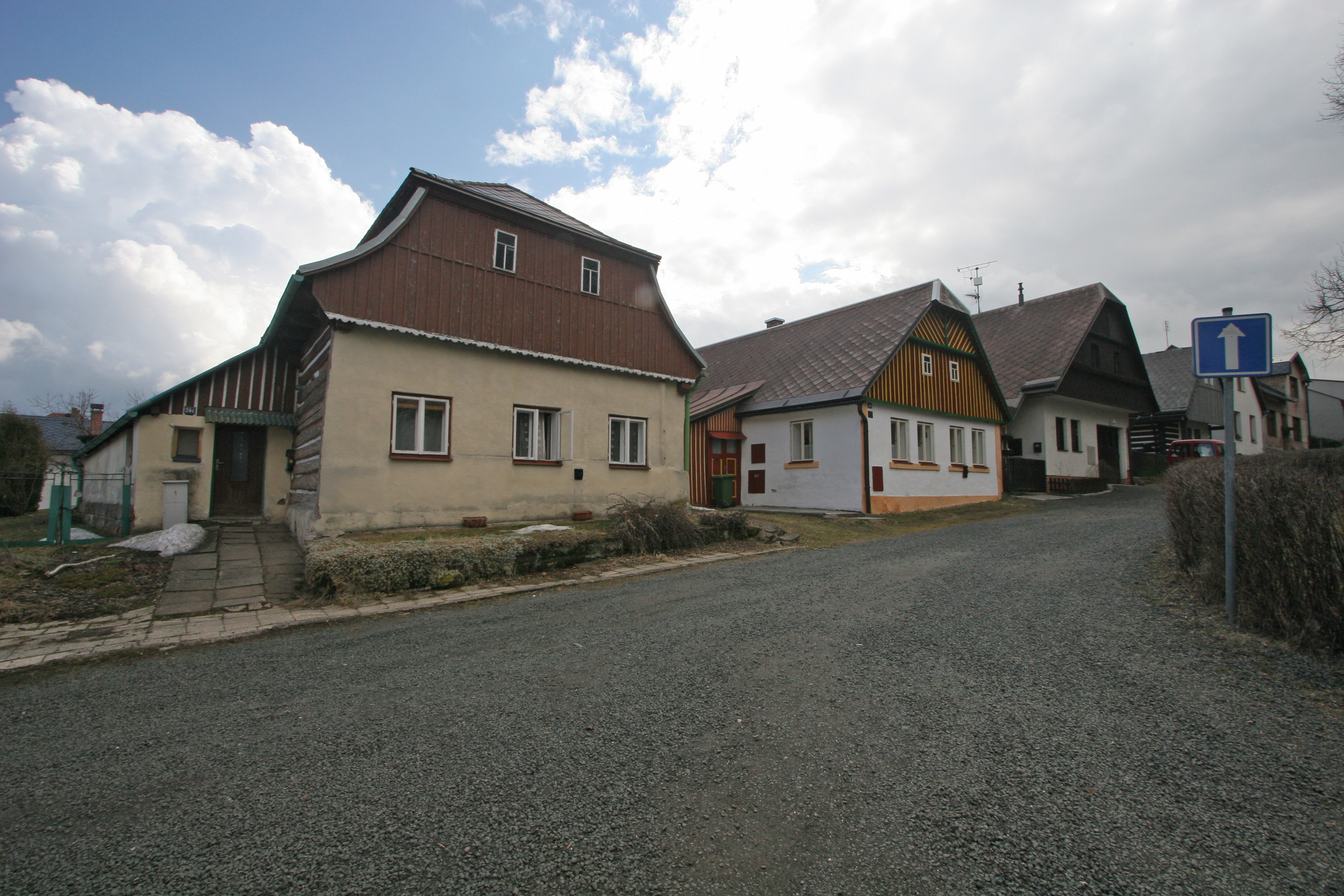
Jižní strana náměstí, domy čp. 244–239, první dva (244 a 243) jsou chráněnými památkami
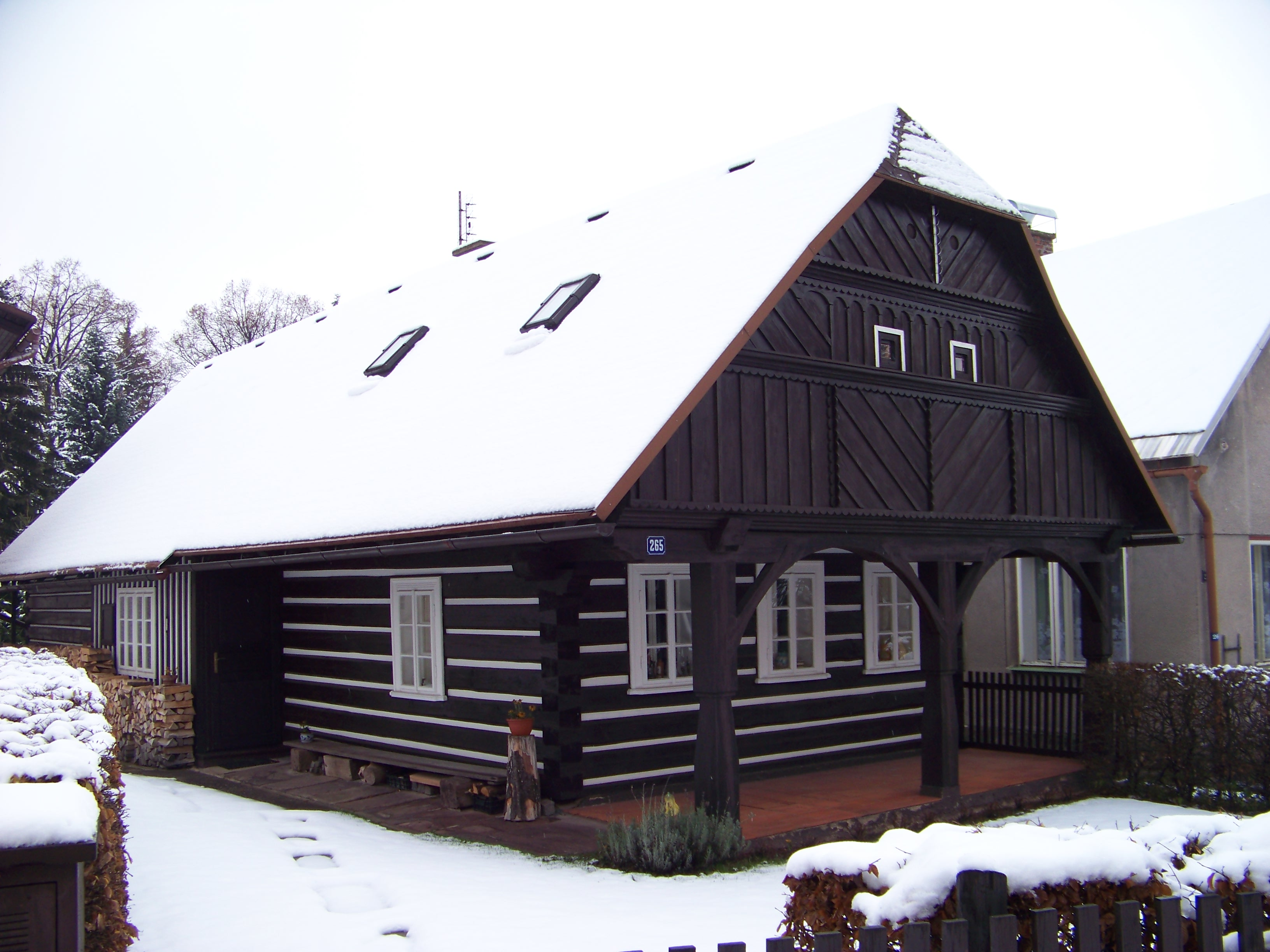
Čp. 265 na severní straně náměstí
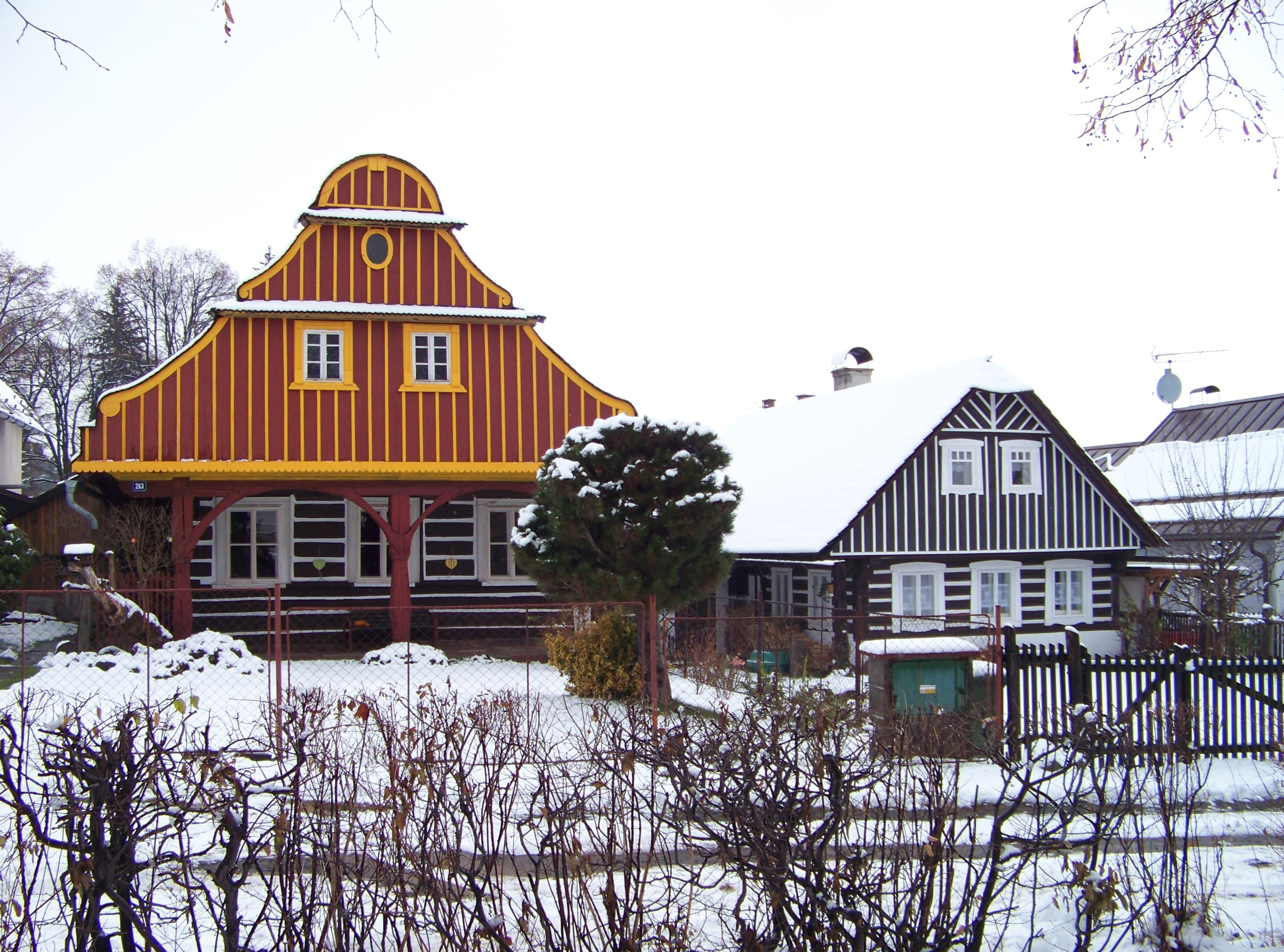
Čp. 263 a 262 na severní straně náměstí
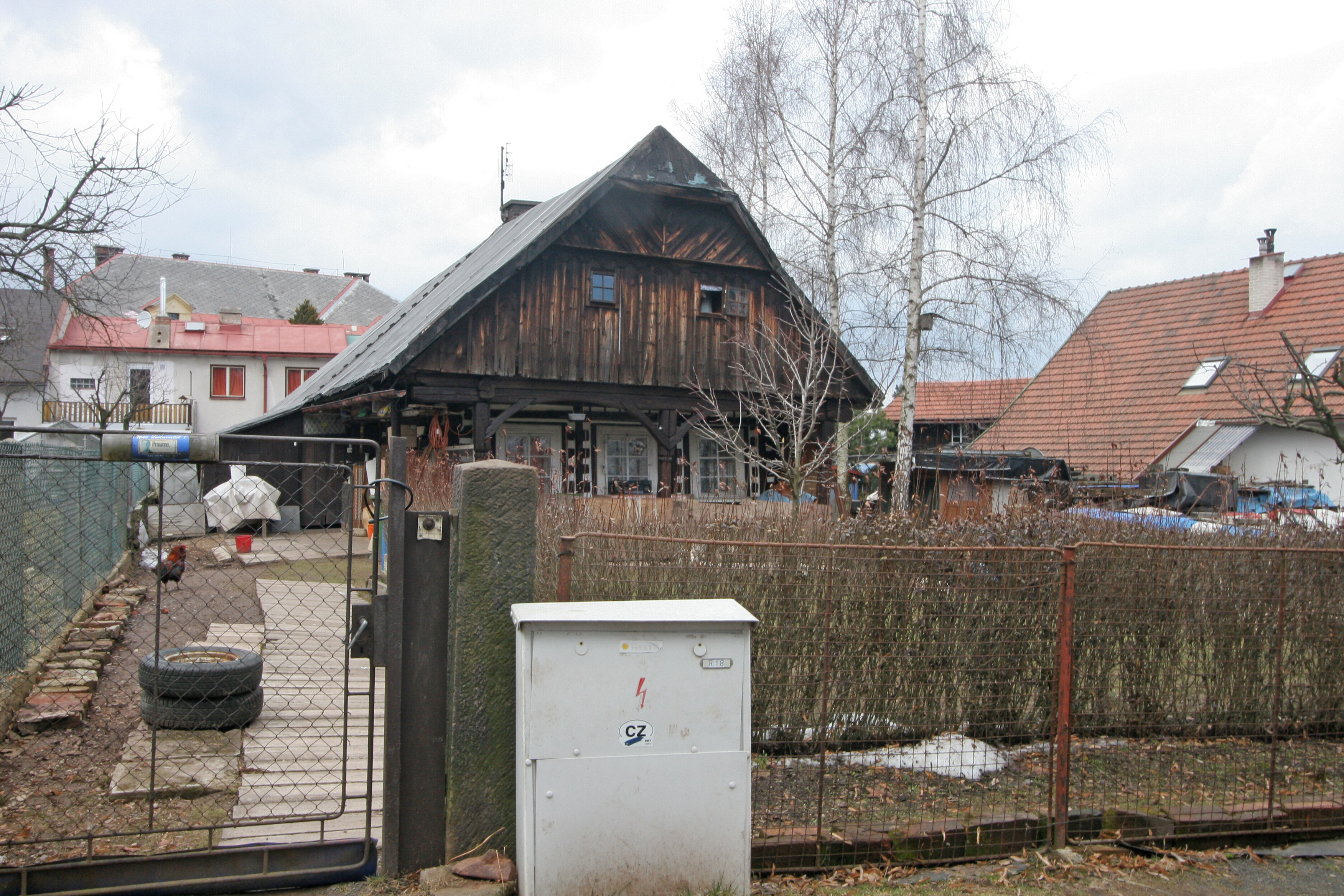
Čp. 259 na severní straně náměstí
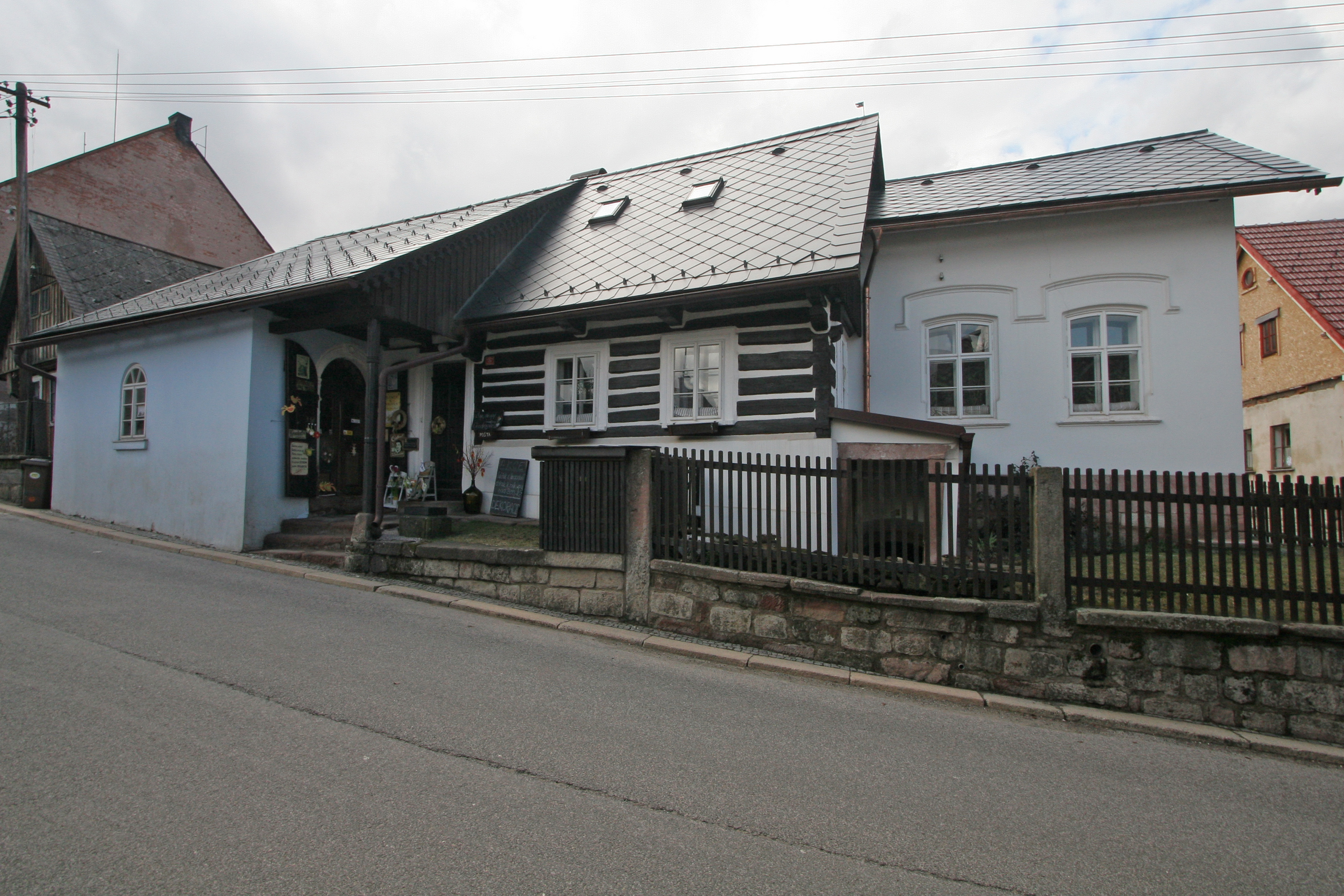
Dům čp. 199 u ulice Antala Staška
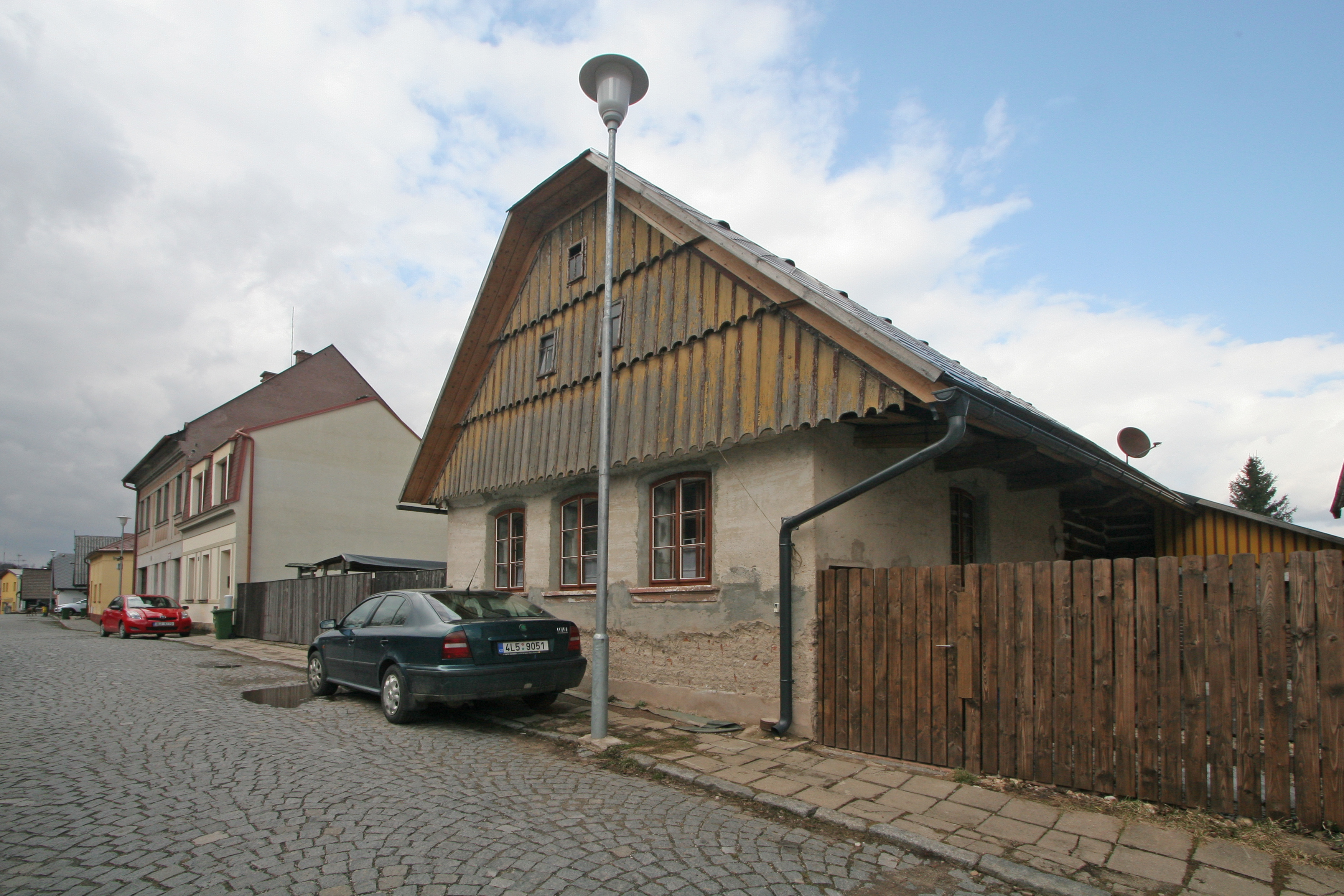
Dům čp. 247 u spojky z ulice Antala Staška
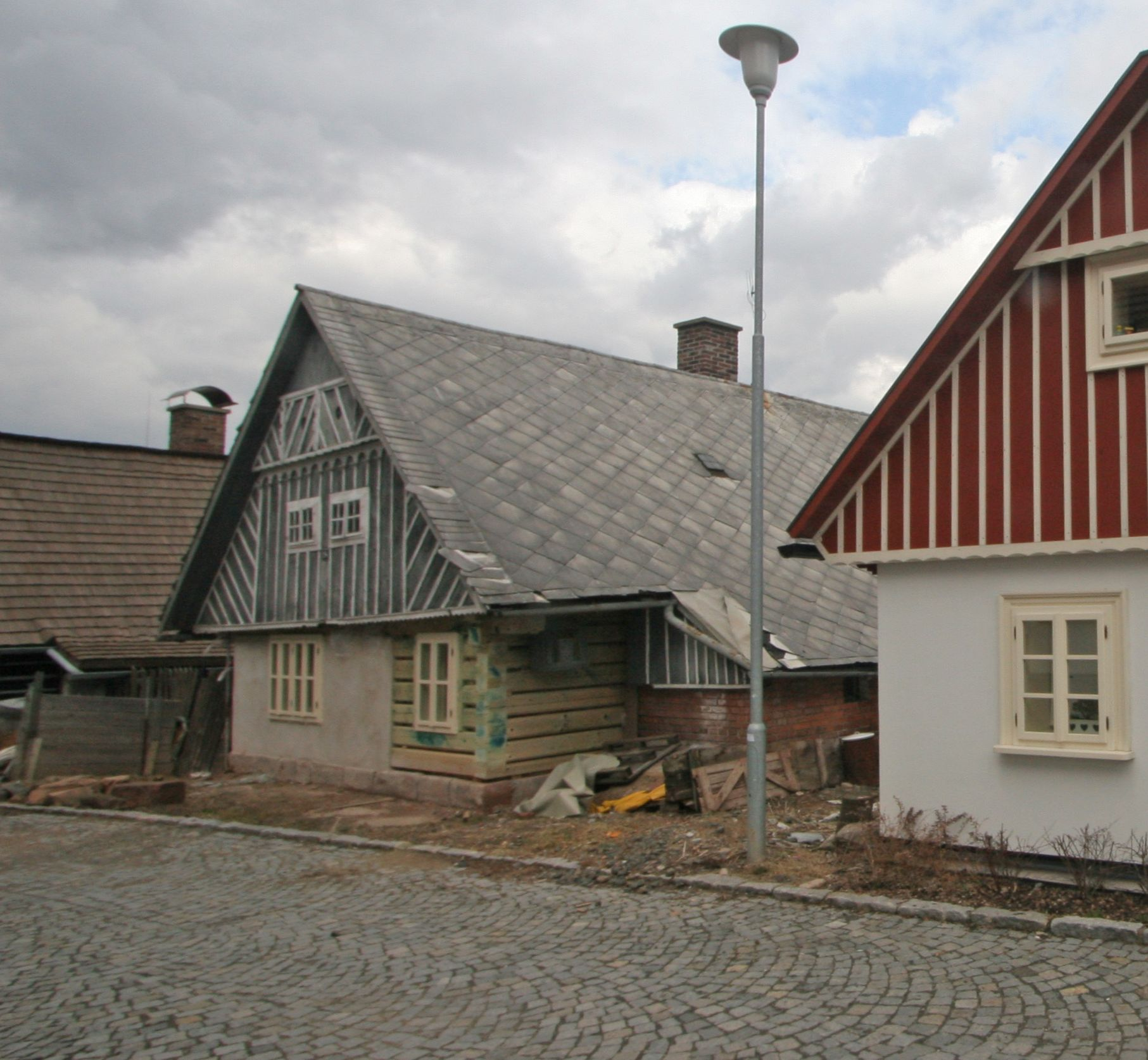
Čp. 254 u spojky k Poděbradově ulici
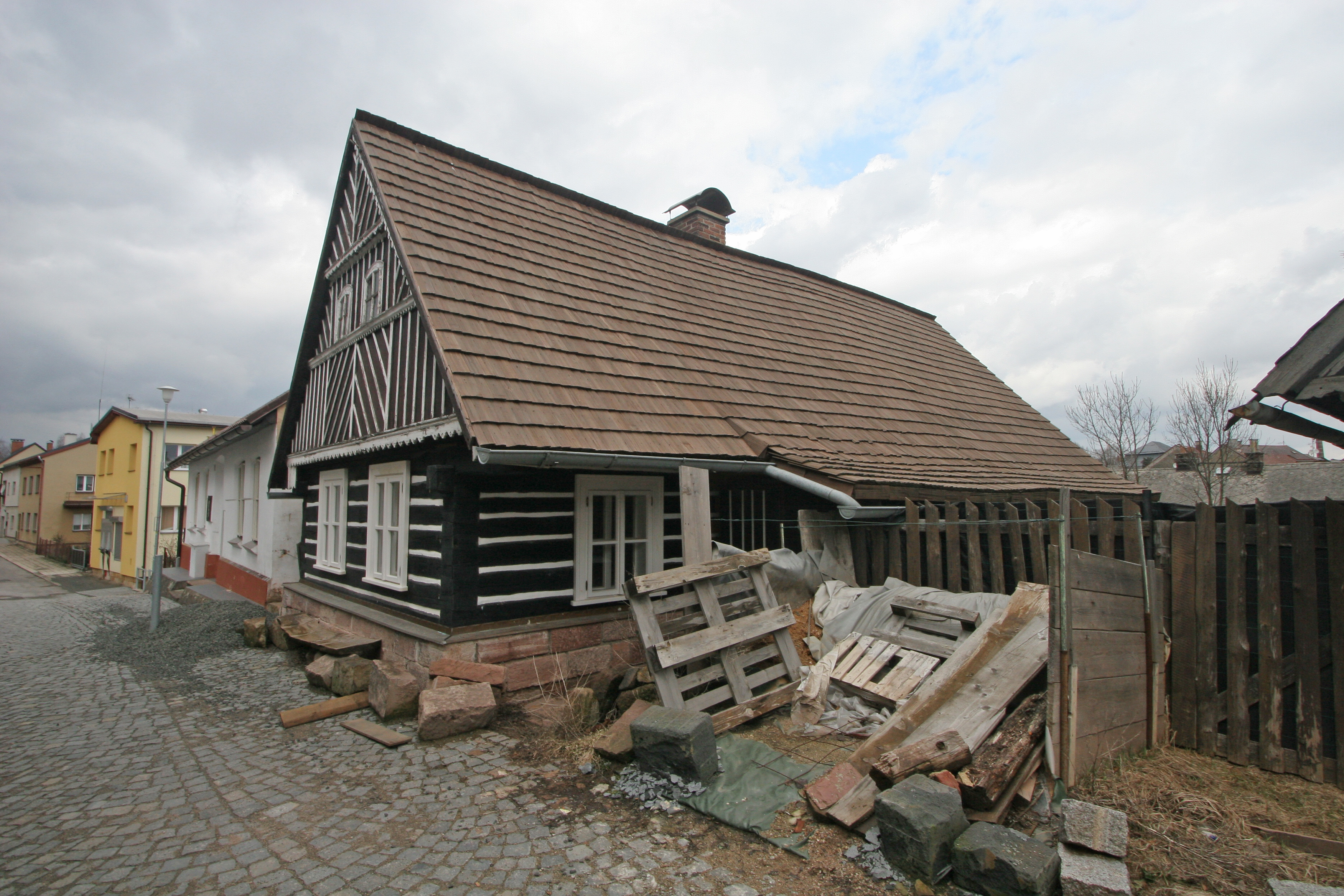
Čp. 255 u spojky k Poděbradově ulici